# U-Bahnhof Hallesches Tor

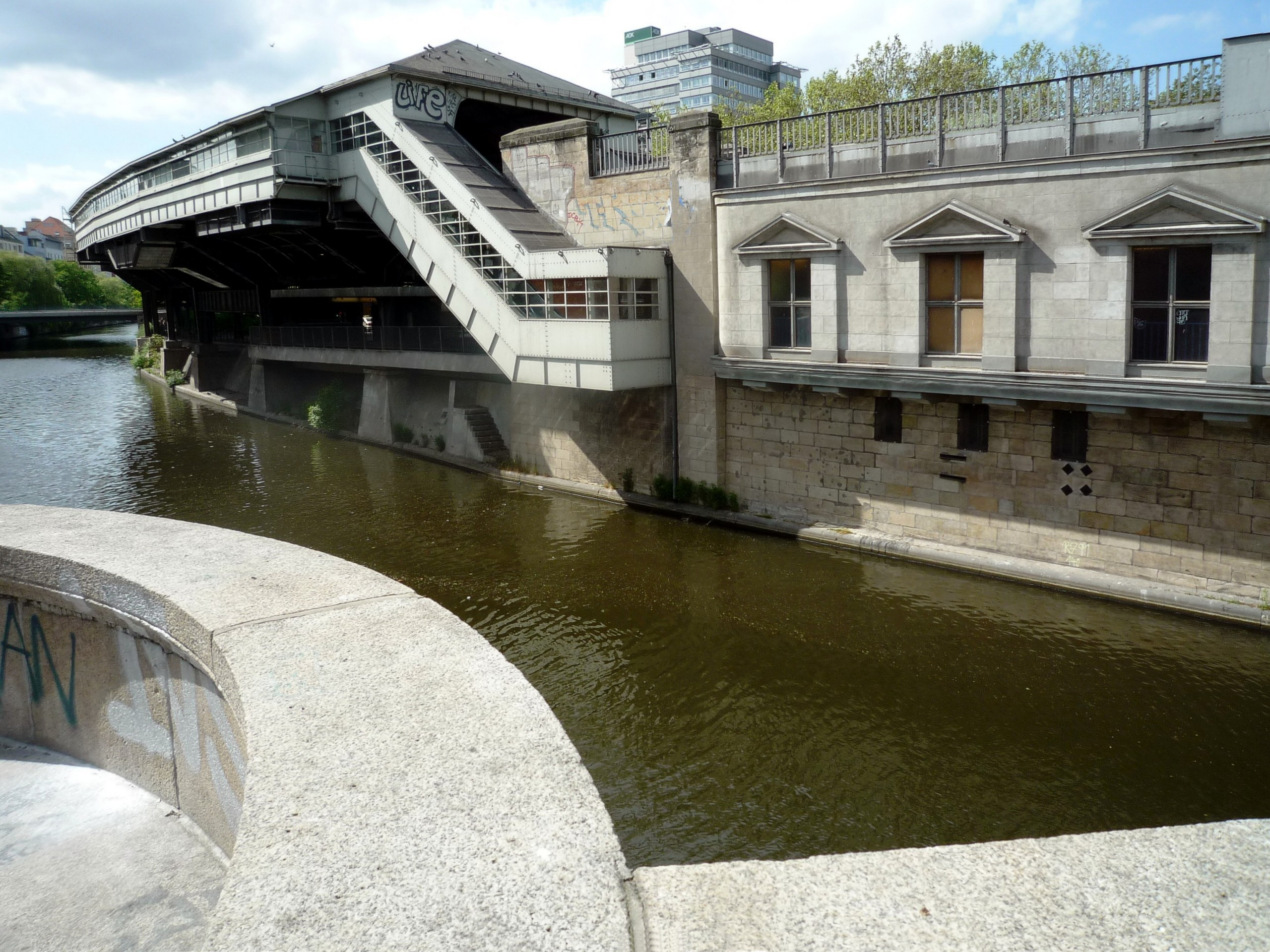
Hochbahnstation der Linien U1 und U3 des U-Bahnhofs Hallesches Tor am Landwehrkanal

Der U-Bahnhof Hallesches Tor ist ein Umsteigebahnhof der Linien U1, U3 und U6 der Berliner U-Bahn im Ortsteil Kreuzberg des Bezirks Friedrichshain-Kreuzberg. Der Name des U-Bahnhofs erinnert an das ursprünglich an dieser Stelle befindliche Hallesche Tor der Berliner Zoll- und Akzisemauer. Der Hochbahnhof der heutigen Linien U1/U3 ging am 18. Februar 1902 in Betrieb, der unterirdische Bahnhof der heutigen Linie U6 am 30. Januar 1923.

## Geschichte

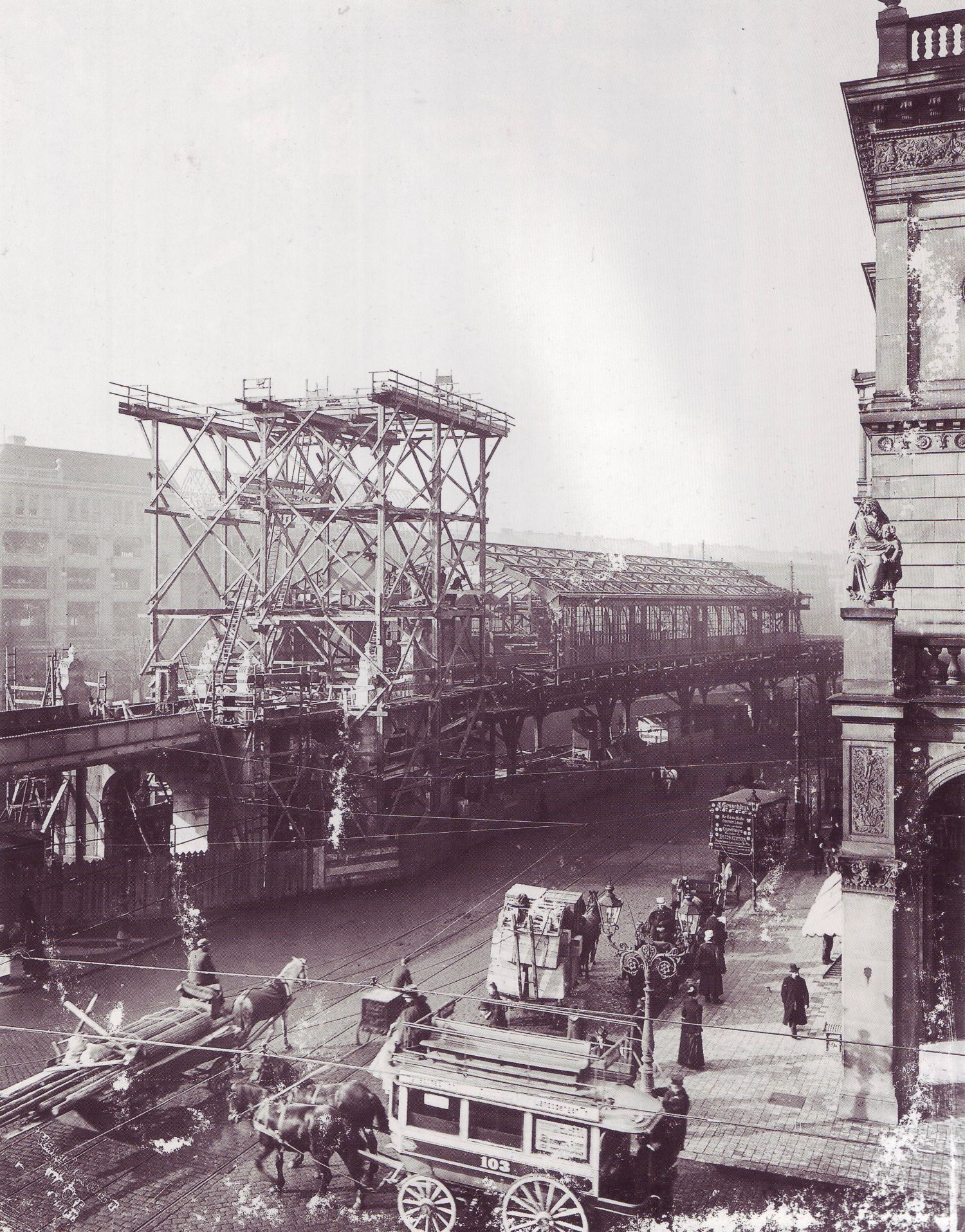
Bahnhof Hallesches Tor im Bau, 1901

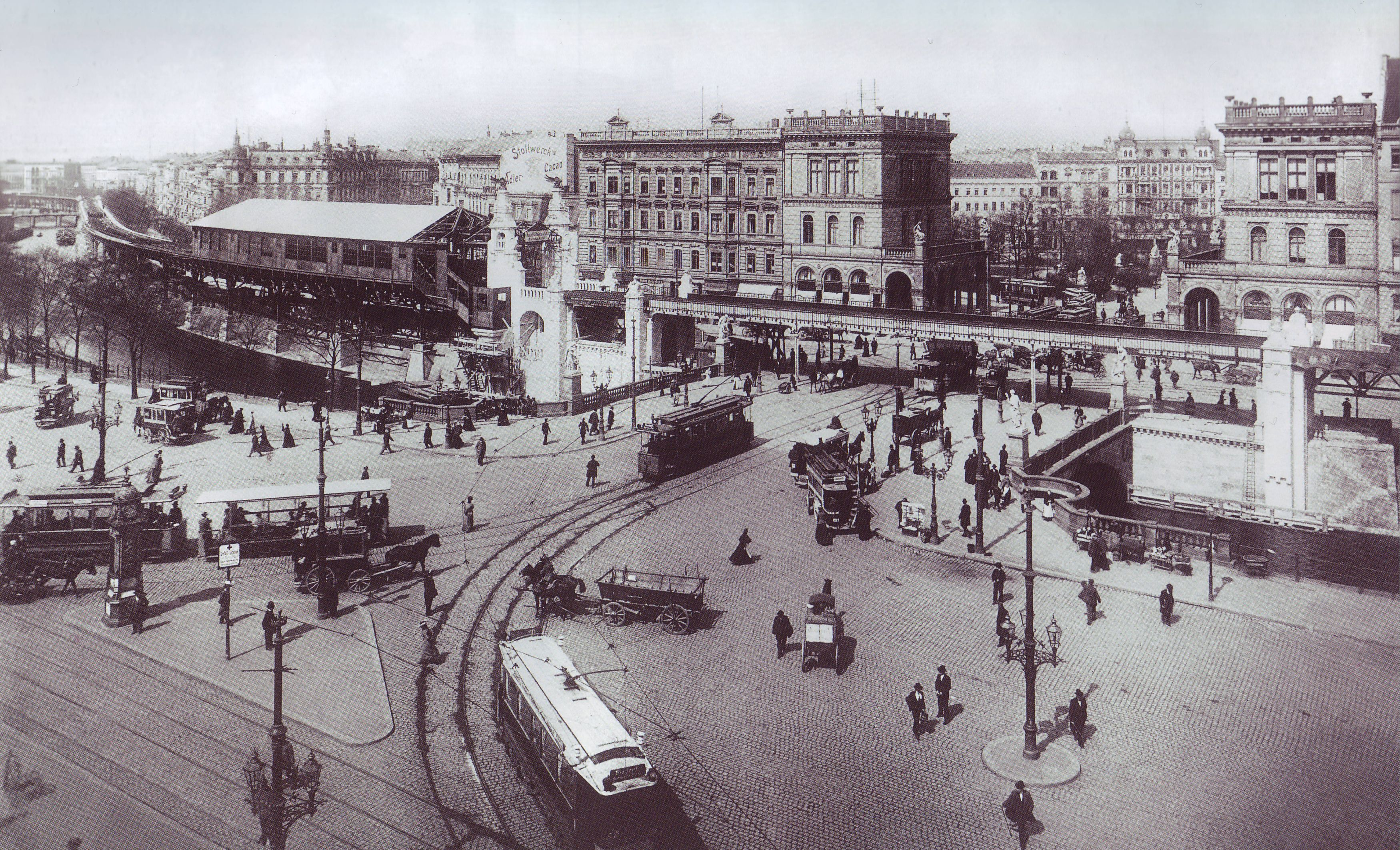
Hallesches Tor mit Hochbahnhof im Bau, 1901

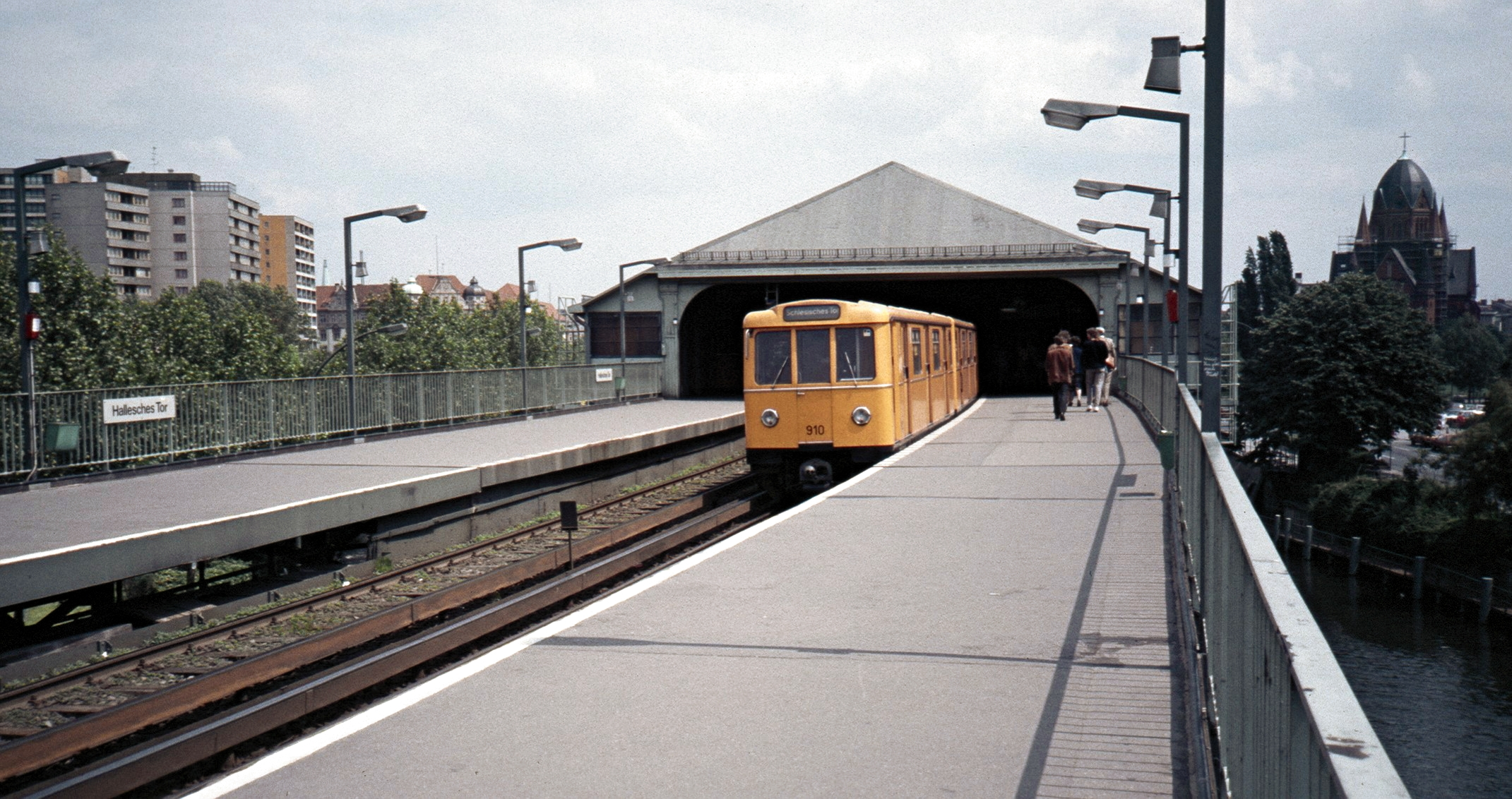
Hochbahnhof der Linie U1 (damals: Schlesisches Tor–Ruhleben) mit Zug der Baureihe A3, 1987

Erste Züge der Berliner U-Bahn fuhren hier ab dem 18. Februar 1902, damit gehörte er zu den ersten U-Bahnhöfen Berlins. Damals fuhren die Wagen in Richtung Osten zur Warschauer Brücke, im Westen ging es bis Zoologischer Garten. Den Bahnhof selber, am Ufer des Landwehrkanals bei der Belle-Alliance-Brücke gelegen, gestalteten die Architekten Hermann Solf und Franz Wichards in einer Stilmischung aus Neorenaissance und Neobarock. Auffallend war dabei die Verwendung eines sehr hellen Steines, das Eingangsportal des Hochbahnhofs krönten zwei Türmchen mit jeweils einem Flügelrad, dem Kennzeichen der Hochbahngesellschaft.
Am 30. Januar 1923 kam zum bestehenden Bahnhof auf der Ost-West-Linie noch ein Untergrundbahnhof nach Entwürfen von Walter Koeppen an der damaligen Nord-Süd-Bahn (1928–1966: Linie C, heute: U6) dazu. Im Gegensatz zur U-Bahn-Linie von 1902 gehörte sie jedoch der Stadt Berlin. Um eine Umsteigemöglichkeit zwischen den beiden konkurrierenden Strecken zu ermöglichen, ließ man einen langen Verbindungstunnel bauen, da die Stadt Berlin sich weigerte, die Belle-Alliance-Brücke neu zu bauen, was für einen umsteigefreundlicheren Bahnhof der Linie C nötig gewesen wäre. Bis 1924 endeten dort die Züge aus Richtung der Weddinger Seestraße. Danach ging es auch weiter in Richtung Süden nach Tempelhof beziehungsweise Neukölln.
Die Fahrgastzahlen stiegen stetig an, sodass die Halle des Hochbahnhofs sowie dessen Bahnsteig 1927 und 1935 auf 6- bzw. 8-Wagen-Züge erweitert werden musste. Pläne für einen Neubau des Bahnhofs kamen in dieser Zeit auf, die Seitenbahnsteige sollten verschwinden. Die Absichten wurden von der Stadt Berlin aufgrund der desolaten Wirtschaftslage nicht weiter verfolgt.
Der Zweite Weltkrieg hatte schwere Folgen für den Bahnhof: Beide Teile des Bahnhofs mussten aufgrund zahlreicher Bombentreffer und Stromknappheit im April 1945 stillgelegt werden. Die ersten Züge konnten bereits am 4. Juli 1945 vom unterirdischen Teil des Bahnhofs fahren, damals ein Pendelverkehr zur benachbarten Station Belle-Alliance-Straße. Der Hochbahnhof dagegen hatte äußerst schwere Schäden erlitten, im Oktober 1945 ließ die BVG östlich der bisherigen Stationen einen Holzbahnsteig für jede Zugrichtung errichten. Dieses Provisorium überdauerte vier Jahre, erst am 2. Oktober 1949 war wieder ein geregelter Zugbetrieb im alten Bahnhofsgebäude möglich, das in wesentlich vereinfachter Form wieder aufgebaut worden war.
In den folgenden Jahren betrafen weder Berlin-Blockade noch Teilung Berlins direkt den Bahnhof Hallesches Tor, wenn sich auch die Linienführung einzelner Linien änderte.

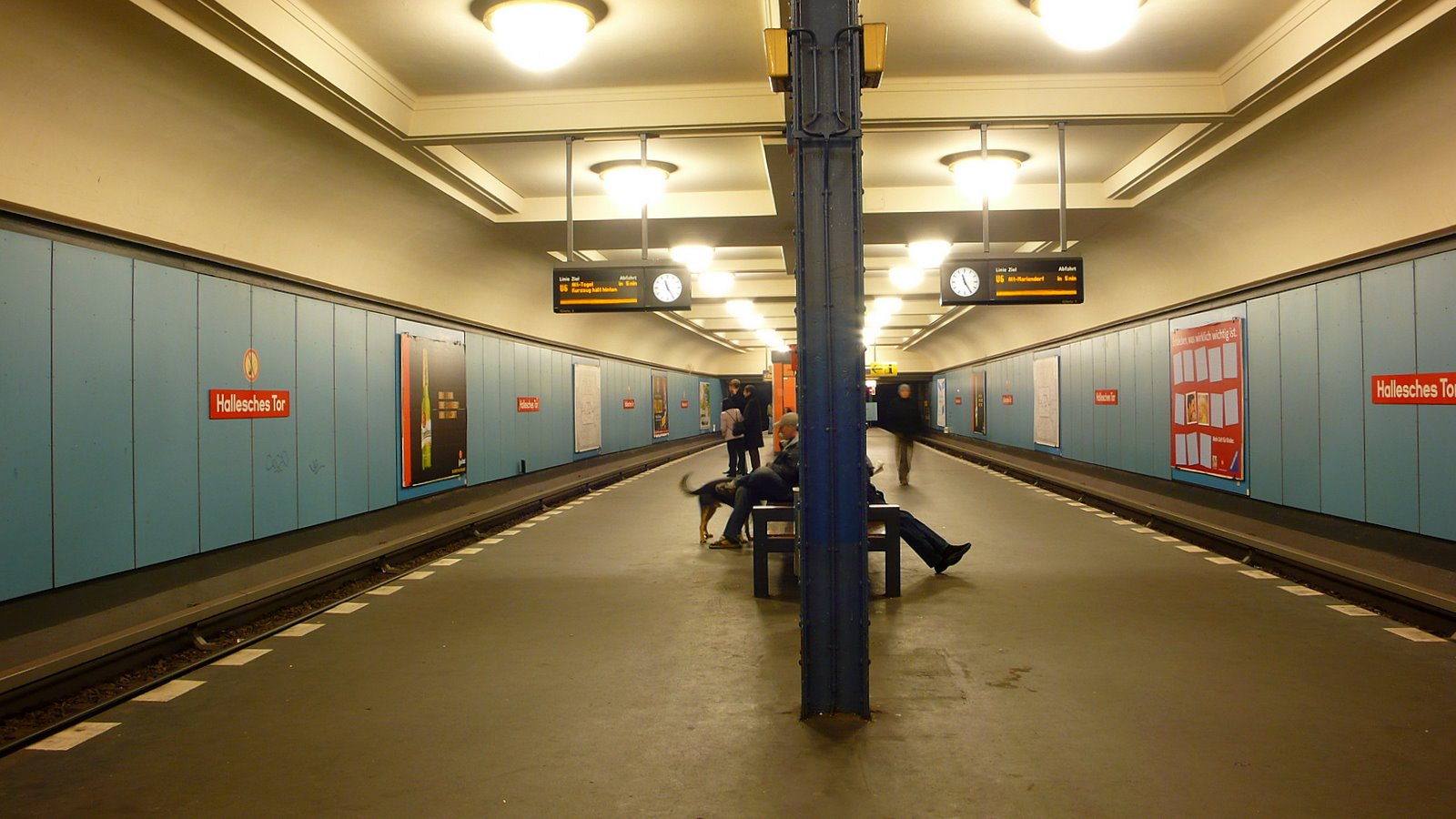
Unterirdischer Bahnsteig der Linie U6

In den Jahren 1975/1976 erfolgte eine grundlegende Umgestaltung des U6-Bahnhofs. Um längere Züge einsetzen zu können, ließ die BVG den Bahnsteig von 80 auf 110 m verlängern. Die ehemals weißen Wände verkleideten nun blaue Metallplatten mit roten Bahnhofsschildern. Das Aufsichtshäuschen erhielt dagegen einen Farbanstrich in Orange, wodurch ein starker Komplementärkontrast entstand. Die sonstige in Blau gehaltene Bahnhofsgestaltung blieb in ihrer Farbe erhalten. Hinter der Station wurden die Gleise umgestaltet, sodass hier eine zusätzliche, eingleisige und nur für einen Zug ausreichende Kehranlage Platz fand. Bis heute hat sich seitdem nichts Wesentliches am Bahnhof der heutigen Linien U1/U3 und U6 geändert.
Der Einbau von Aufzugsanlagen für den barrierefreien Zugang sollte ursprünglich bis 2010 beendet sein. Ende 2013 ging die BVG von einer Fertigstellung bis zum Jahr 2015 aus, rund 7,3 Millionen Euro waren hierfür insgesamt vorgesehen. Um allen Fahrgastbedürfnissen gerecht zu werden, mussten drei Aufzüge eingebaut werden (Bahnsteig U1 Richtung Uhlandstraße, Bahnsteig U1 Richtung Warschauer Straße, Bahnsteig U6). Die beiden Aufzüge von der Straßenebene zur U1 gingen Ende 2014 in Betrieb, 3,6 Millionen Euro wurden hierfür investiert. Anschließend war eine barrierefreie Erneuerung des Bahnsteigbereichs vorgesehen. Ein barrierefreier Ausbau des U6-Bahnsteigs ist für 2017 geplant, die Kosten hierfür werden mit 1,7 Millionen Euro veranschlagt. Zunächst ging am 15. Mai 2017 der Aufzug vom U6-Bahnsteig zur Oberfläche in Betrieb. Zusammen mit dem Bau einer behindertengerechten Rampe auf dem Mehringplatz wurden 900.000 Euro investiert. Für die barrierefreie Erreichbarkeit des U6-Bahnsteigs stehen die Installation eines Blindenleitsystems und das Angleichen des Bahnsteigniveaus noch aus.
Mittelfristig ist geplant, den Hochbahnsteig mit einem weiteren Zugang auszustatten, sodass sich die Wege zum U-Bahnhof aus den Bereichen Willy-Brandt-Haus, Wilhelmstraße und Mehringdamm verkürzen.

## Anbindung
| Linie | Verlauf |
| ----- | --- |
|       | Uhlandstraße – Kurfürstendamm – Wittenbergplatz – Nollendorfplatz – Kurfürstenstraße – Gleisdreieck – Möckernbrücke – Hallesches Tor – Prinzenstraße – Kottbusser Tor – Görlitzer Bahnhof – Schlesisches Tor – Warschauer Straße |
|       | Warschauer Straße – Schlesisches Tor – Görlitzer Bahnhof – Kottbusser Tor – Prinzenstraße – Hallesches Tor – Möckernbrücke – Gleisdreieck – Kurfürstenstraße – Nollendorfplatz – Wittenbergplatz – Augsburger Straße – Spichernstraße – Hohenzollernplatz – Fehrbelliner Platz – Heidelberger Platz – Rüdesheimer Platz – Breitenbachplatz – Podbielskiallee – Dahlem-Dorf – Freie Universität (Thielplatz) – Oskar-Helene-Heim – Onkel Toms Hütte – Krumme Lanke                                          |
|       | Alt-Tegel – Borsigwerke – Holzhauser Straße – Otisstraße – Scharnweberstraße – Kurt-Schumacher-Platz – Afrikanische Straße – Rehberge – Seestraße – Leopoldplatz – Wedding – Reinickendorfer Straße – Schwartzkopffstraße – Naturkundemuseum – Oranienburger Tor – Friedrichstraße – Unter den Linden – Stadtmitte – Kochstraße – Hallesches Tor – Mehringdamm – Platz der Luftbrücke – Paradestraße – Tempelhof – Alt-Tempelhof – Kaiserin-Augusta-Straße – Ullsteinstraße – Westphalweg – Alt-Mariendorf |

Der U-Bahnhof ist Umsteigepunkt zwischen den Linien U1/U3 und der Linie U6 sowie zu diversen Omnibuslinien der Berliner Verkehrsbetriebe.